# Encinitas
Encinitas je město ve Spojených státech amerických. Nachází se v okrese San Diego County ve státě Kalifornie. Ve městě žije přibližně 62 tisíc obyvatel a jeho rozloha činí 51,8 km². Leží v Jižní Kalifornii asi 40 kilometrů severně od San Diega mezi městy Carlsbad a Solana Beach. Dále se město nachází 153 kilometrů jižně od Los Angeles
Město bylo založeno roku 1986.

## Rodáci
- Serayah McNeill (* 1995) – americká herečka, zpěvačka a modelka
- Dr Disrespect (* 1982) – americký streamer